# العلاقات الإريترية الفنزويلية
العلاقات الإريترية الفنزويلية هي العلاقات الثنائية التي تجمع بين إريتريا وفنزويلا.

## مقارنة بين البلدين
هذه مقارنة عامة ومرجعية للدولتين:
| وجه المقارنة                                              | إريتريا                                      | فنزويلا                                  |
| --------------------------------------------------------- | -------------------------------------------- | ---------------------------------------- |
| المساحة (كم2)                                             | 117.60 ألف                                   | 916.45 ألف                               |
| عدد السكان (نسمة)                                         | 6.33 مليون                                   | 28.87 مليون                              |
| الكثافة السكانية (ن./كم²)                                 | 53.83                                        | 31.5                                     |
| العاصمة                                                   | أسمرة                                        | كاراكاس                                  |
| اللغة الرسمية                                             | اللغة التغرينية، اللغة العربية، لغة إنجليزية | اللغة الإسبانية، لغة الإشارة الفنزويلية ‏ |
| العملة                                                    | ناكفا                                        | بوليفار فنزويلي                          |
| الناتج المحلي الإجمالي (بليون دولار)                      | 2.61 مليار                                   | 482.36 مليار                             |
| الناتج المحلي الإجمالي (تعادل القوة الشرائية) بليون دولار |                                              |                                          |
| الناتج المحلي الإجمالي الاسمي للفرد دولار أمريكي          |                                              |                                          |
| الناتج المحلي الإجمالي للفرد دولار أمريكي                 |                                              |                                          |
| مؤشر التنمية البشرية                                      | 0.391                                        | 0.762                                    |
| رمز المكالمات الدولي                                      | +291                                         | +58                                      |
| رمز الإنترنت                                              | .er                                          | .ve                                      |
| المنطقة الزمنية                                           | ت ع م+03:00                                  | 00                                       |

## منظمات دولية مشتركة
يشترك البلدان في عضوية مجموعة من المنظمات الدولية، منها:
| علم المنظمة | اسم المنظمة                        | تاريخ انضمام إريتريا | تاريخ انضمام فنزويلا |
| ----------- | ---------------------------------- | -------------------- | -------------------- |
|             | مؤسسة التمويل الدولية              | 11 أكتوبر 1995       | 28 ديسمبر 1956       |
|             | منظمة حظر الأسلحة الكيميائية       | ?                    | ?                    |
|             | يونسكو                             | 2 سبتمبر 1993        | 25 نوفمبر 1946       |
|             | الاتحاد الدولي للاتصالات           | 6 أغسطس 1993         | 13 أغسطس 1920        |
|             | الأمم المتحدة                      | 28 مايو 1993         | 15 نوفمبر 1945       |
|             | منظمة الشرطة الجنائية الدولية      | ?                    | ?                    |
|             | البنك الدولي للإنشاء والتعمير      | 6 يوليو 1994         | 30 ديسمبر 1946       |
|             | الاتحاد البريدي العالمي            | ?                    | ?                    |
|             | وكالة ضمان الاستثمار متعدد الأطراف | 10 سبتمبر 1996       | 9 مايو 1994          |

## وصلات خارجية
- موقع وزارة الخارجية الفنزويلية